# كأس سلوفاكيا 1997–98
كأس سلوفاكيا 1997–98 هو موسم من كأس سلوفاكيا. كان عدد الأندية المشاركة فيه 42، وفاز فيه نادي سبارتاك ترنافا.